# Кумарагупта I
Кумарагупта I (Mahendraditya) — один из правителей империи Гуптов в 415—455 годах. Как и его отец и предшественник, Чандрагупта II, Кумарагупта I был достойным правителем. Он сохранил территориальную целостность великой империи, которая простиралась от Бенгалии к Катхиаваре и Гималаив к Нармади. Он правил эффективно в течение почти сорока лет. Тем не менее, в последние дни его царствования не было успешным. Империи Гуптов грозило восстание в центральной Индии и вторжения белых гуннов. Тем не менее, Кумарагупте I удалось предотвратить эти угрозы, которые, чтобы отпраздновать свою победу, закончились жертвоприношением коня, что изображено на одной из монет.

## Исторические источники
Источниками изучения правления Кумарагупты стали золотые и серебряные монеты. Монеты были изъяты из знаменитого клада Баяна. Этот клад из монет было найдено в феврале 1946 года вблизи села Баяна в княжестве Бхаратпур, которые нашёл махараджа (король) в Бхаратпур, полковник Его Высочества Шри Махараджа, который любил охоту на диких животных. Этот клад был использован для изготовления ювелирных изделий для членов королевской семьи, а остальные монеты клада любезно передали в Национальный музей Индии в Дели, Чхатрапати Шиваджи Махарадж Васту Санграхалая в Мумбаи.

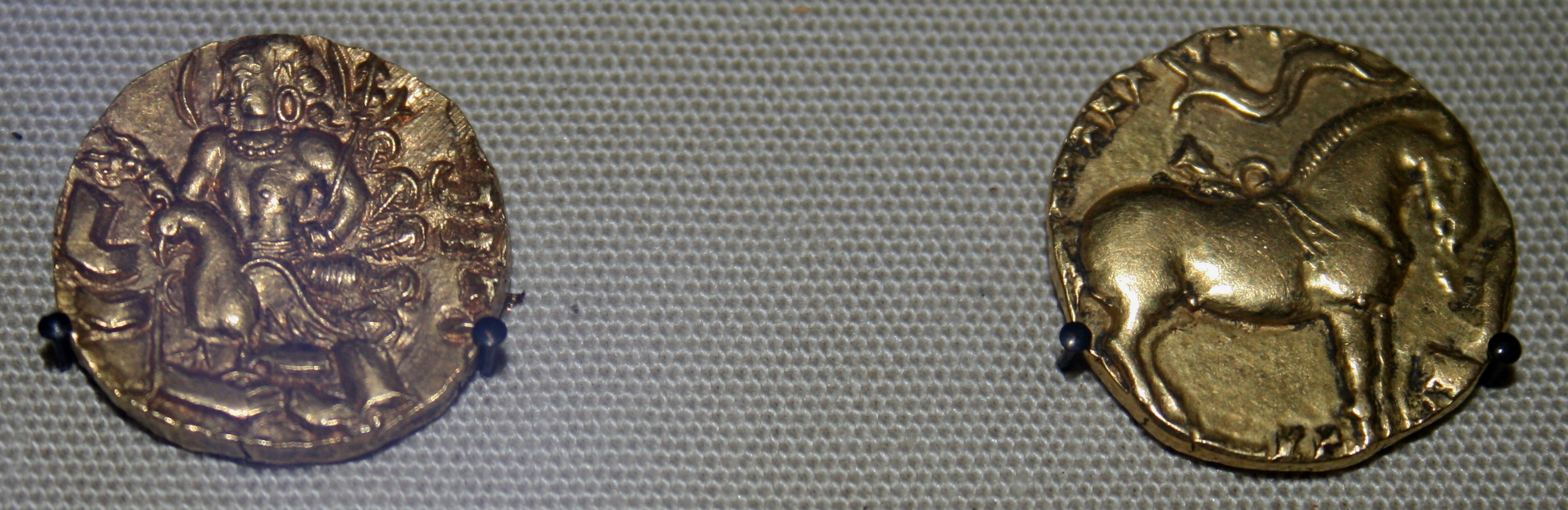
Золотые монеты Кумарагупты I

## Правление Кумарагупты
Унаследовав трон в Чандрагупты II, Кумарагупта I утвердил свою власть над огромной империей своих предков, которая покрывала большую часть Индии, за исключением четырёх южных штатов Индии. Позже он также исполнил ритуал яджну и провозгласил себя «царём всех царей». Чеканка монет — было одной из особенностей правления Кумарагупты I, но почему-то монеты, посвящённые этому событию, не были отчеканены. Кумарагупта также был великим покровителем искусства и культуры, существуют доказательства, что он способствовал развитию школе искусств в большом древнем университете Наланда, которая процветала на протяжении V—XII века. Нумизматические данные свидетельствуют о том, что во время его правления империя Гуптов была в зените славы. Кумарагупта I чеканил 14 различных видов золотых монет, этим превзойдя других правителей династии Гуптов. Среди них изображения с Носорогом-убийцей, кормление павлина, которые являются уникальными во всей индийской нумизматической истории. Он также чеканил монеты двух типов Тигр-убийца и лирик, основал его дед Самудрагупта. Эти два типа монет прекращено чеканить во времена правления Чандрагупты.

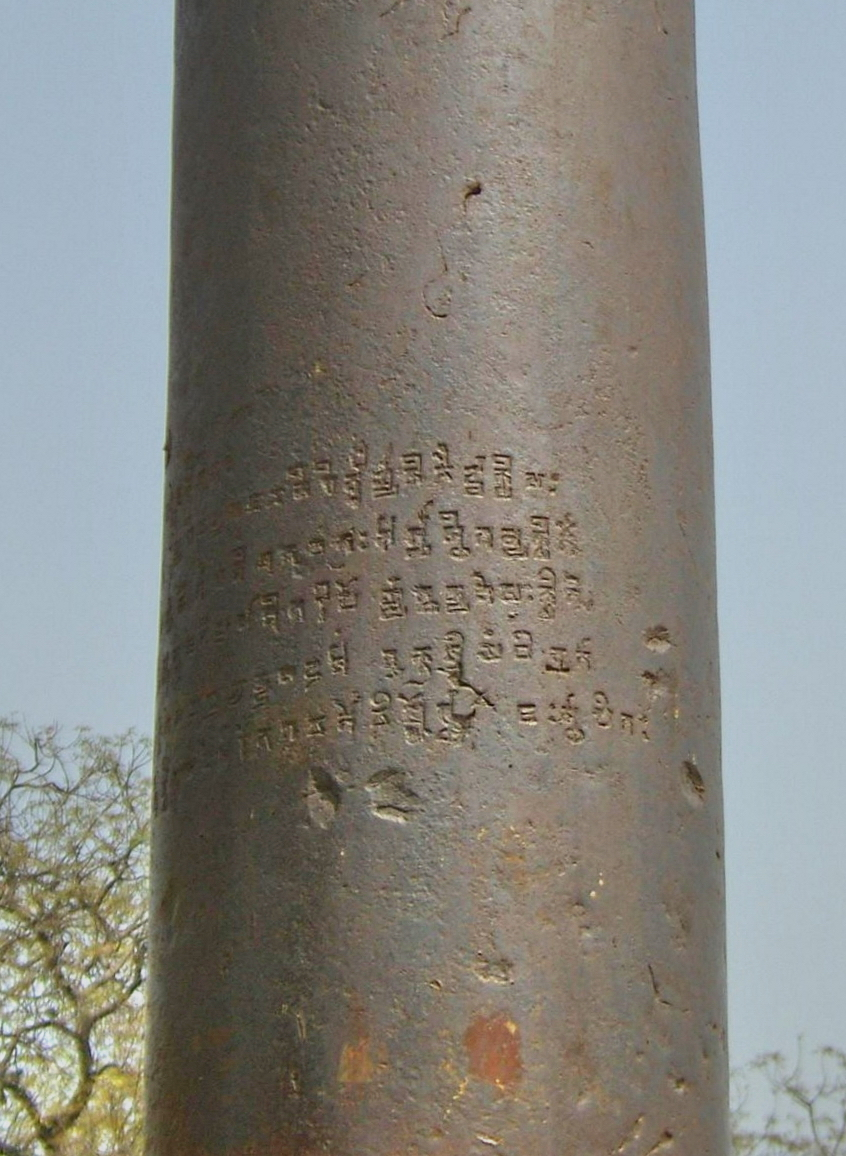
Железный столб в честь бога Митры

Кумарагупта также чеканил серебряные монеты, которые были в основном предназначены для распространения в западной части империи Гуптов. В отличие от золотых монет, где была сделана попытка показать деятельность правителей, серебряные монеты были более-менее просто стандартные без учета фактических взглядов правителя.

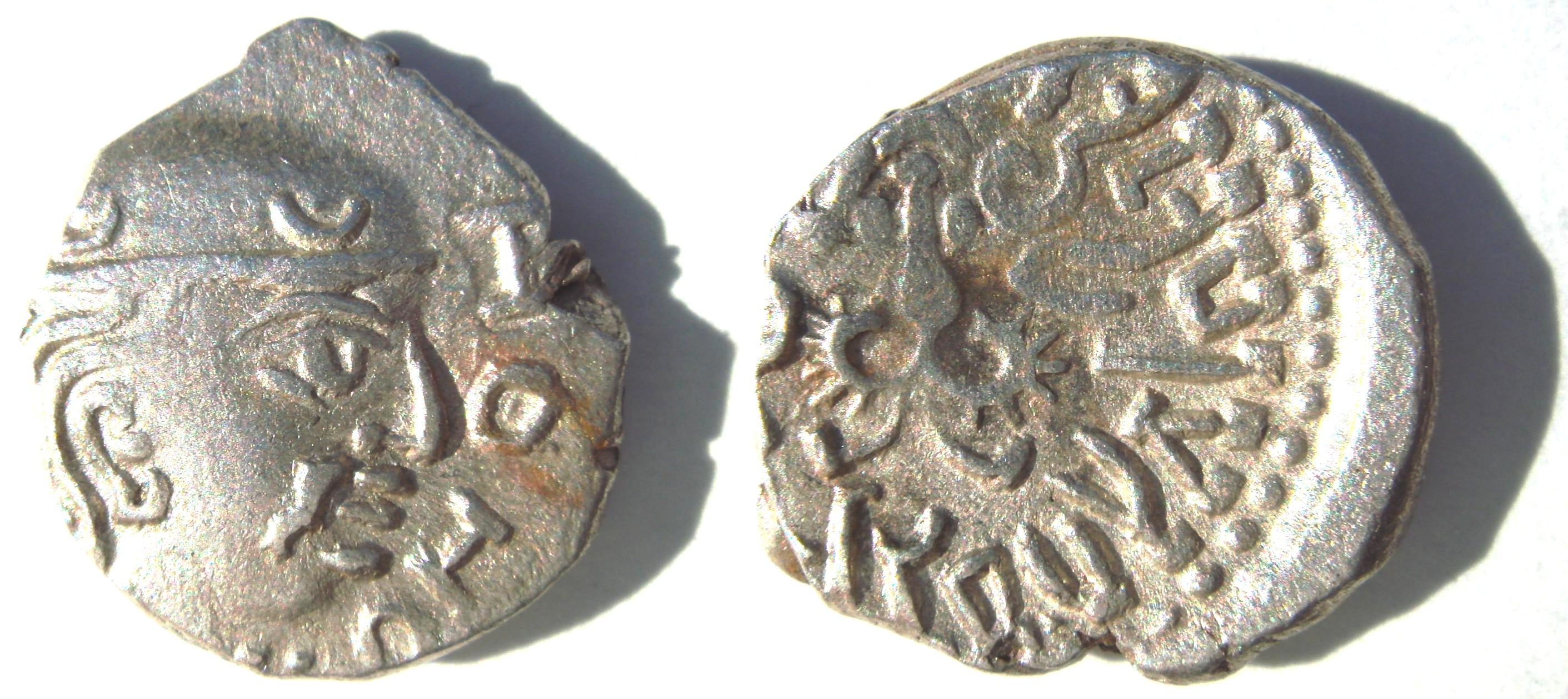
Серебряные монеты Кумарагупты I

О развитии ремесла в это время свидетельствует железный столб, который является одним из ведущих металлургических курьезов мира. Столб первоначально находился в храме Митры, а позже, во времена завоеваний Османской империи  вокруг столба был построен Минар Кутуб — исламская мечеть. Столб состоит из 98 % кованого чистого железа высокого качества, имеет 23 футов 8 дюймов в высоту и диаметр 16 дюймов. Колонна является свидетельством высокого уровня мастерства, достигнутого древнеиндийскими кузнецами железа, и о развитии добычи и переработки железа. Столб привлёк внимание археологов и металлургов, как тот, что выдержал коррозию в течение последних 1600 лет, несмотря на суровые погодные условия.

## Личность царя
Изображения на монетах свидетельствуют, что царь был искусным охотником. В частности на одной из монет изображён сам царь с луком в правой руке и тигр, который лежит с разинутой пастью. Правая нога царя стоит на свергнутом тигре. Надпись на монете гласит, что его величество имеет силу и храбрость тигра. Из тех же монет можно узнать, что царь носил пальто с короткими рукавами и тюрбан, серьги, ожерелья, браслеты.